# Acontiola vultuosa
Acontiola vultuosa is een vlinder van de familie van de uilen (Noctuidae). De wetenschappelijke naam van deze soort werd voor het eerst voorgesteld als Metachrostis vultuosa door William Lucas Distant in een publicatie uit 1898.
De soort komt voor in Mozambique, Zimbabwe, Zuid-Afrika en Eswatini.